# La Jeunesse de Théophile
La Jeunesse de Théophile est un roman de Marcel Jouhandeau (1888-1979) publié à la NRF en 1921.

## Titre et avant-propos
Le titre complet est La Jeunesse de Théophile. Histoire ironique et mystique. Un avant-propos de l'écrivain Paul Morand figure dans l'édition de 1948 ; il s'agit de la reprise d'un article paru dans La Nouvelle Revue française le 1er septembre 1921.

## Résumé
La Jeunesse de Théophile est l'hallucinante initiation religieuse et mystique (à travers trois étapes : les idoles - la raison - la perfection) d'un jeune garçon dont on ne sait s'il l'a vécue ou en partie rêvée. Marcel Jouhandeau évoque le monde des croyances et des traditions d'avant 1914, leur effusion onirique dans l'esprit d'un enfant d'une bourgade ruralo-bourgeoise de la Creuse (Guéret)... ou de nulle part. Car la trame du récit touche à l'universel : comment aimer Dieu (Théo-phile) tout en côtoyant l'hypocrisie des dévots, mais aussi la tentation et le péché ?

## Personnages
La famille
- Théophile Brinchanteau.

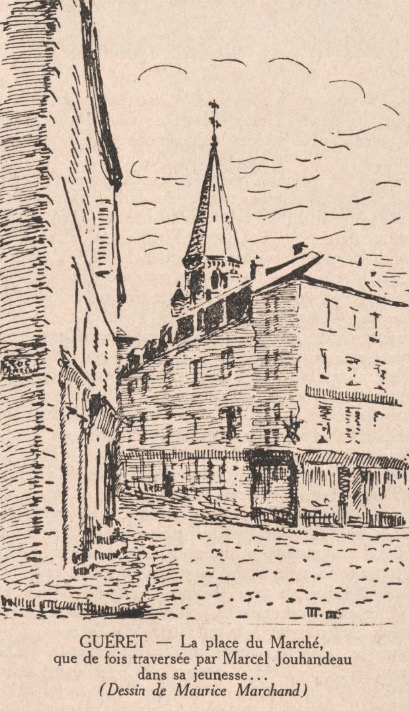
Guéret, la place du marché, que de fois traversée par Jouhandeau dans sa jeunesse.

- Papa et maman Brinchanteau : parents de Théophile ; le père est boucher, la mère (Marie) a voulu être religieuse ; peu mentionnés.
- Balsamine : jeune sœur de Théophile ; apparaît peu (p. 4, 40, 88, 122, 137, 142, 146-147, 156, 215).
- Tante Ursule : tante maternelle de Théophile, choisit son prénom et s'occupe de lui ; sa mort (p. 61-66).
- Rose : nourrice du petit Théophile.
- Grand-mère Briochet : mère de maman Brinchanteau et de tante Ursule ; ancienne boulangère ; sa mort (p. 156-158).
- Oncle Briochet : frère de la mère de Théophile et de tante Ursule (p. 55).

Les êtres singuliers
- Madame de Quincanmille : douairière (p. 48-49).
- « L'Idiot » : adolescent qui court les rues (p. 85-86).
- Madame Verneuil : simple paysanne qui ne se soucie pas du jugement des autres (p. 86).
- Le père Nadeau : petit vieux de soixante ans qui n'entre dans la ville qu'à la nuit et rassemble « des extrémités du monde tous les fantômes de son imagination » (p. 87).
- Mademoiselle Marie Duranton qui promène sa mère surnommée « la Chèvre » (p. 89).
- La femme du plombier : « énorme, elle était plus qu'un être encore humain » (p. 133).
- Madame de Villemirail (p. 171-173).
- La marquise des Ursins (p. 174-175).

Les amis
- Félix : un camarade « vulgaire » de Théophile (p. 73).
- Théodule : ami de Théophile (p. 111).

Les initiatrices
- Tante Ursule (p. 15-75).
- Jeanne, ancienne carmélite (p. 79-164).
- Madame Alban (p. 167-230).

## Écriture
La férocité de certaines descriptions sociales - développées plus tard par l'auteur (Chaminadour) - est déjà présente dans La jeunesse de Théophile. Elle n'est pas subordonnée à un naturalisme même pessimiste, plutôt à un "réalisme magique" voire à un "réalisme mystique".

## Analyse

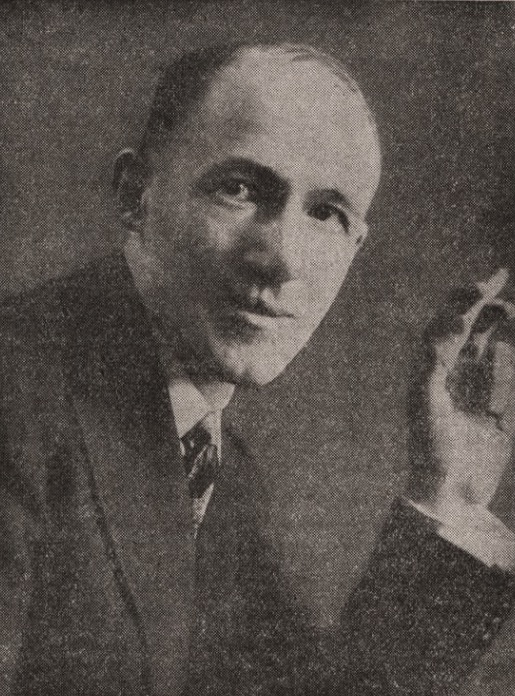
Marcel Jouhandeau, années 1930.

Le genre littéraire de La Jeunesse de Théophile s'apparente à l'autopsychographie. Une autobiographie traversée par le questionnement mystique et le sens du péché, dans le monde à la fois émerveillé et angoissé de l'enfance. Claude Mauriac qualifie Jouhandeau "d'homme hanté de Dieu".
Mais tout l'univers de l'enfant est hanté de Dieu. Pour André Blanchet, "La Jeunesse de Théophile nous apprend que son auteur fut un premier communiant ébloui pour toujours par l'or des chasubles, des chapes, de l'ostensoir. Toutes les maisons du village se nichaient comme autant d'absidioles au sein d'une cathédrale énorme dont l'église était le tabernacle. Rien n'échappait au sacré. Au-dessus du lit, le crucifix jugeait les actes et jusqu'aux pensées de l'enfant. Sortait-il dans la rue, il croyait entendre l'Éternel appeler chacun par son nom, et chacun répondait «Présent !» Puisque tout déjà était patent au regard de Dieu, l'indiscrétion était impossible".

## Critique

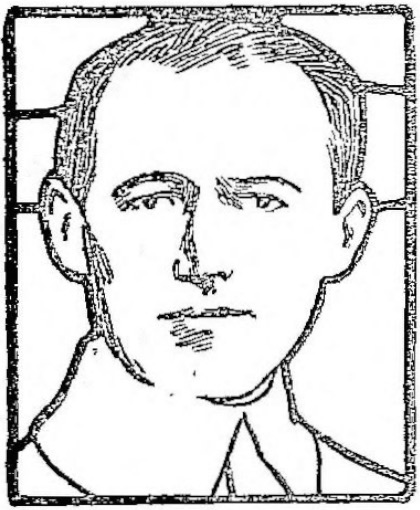
Marcel Jouhandeau, portrait gravé paru dans Les Annales politiques et littéraires, 1921.

La publication de La Jeunesse de Théophile a suscité des réactions différentes. Celles-ci ont surtout concerné l'aspect technique du roman sans pénétrer le subtil composé d'ironie et de mystique comme l'indiquait pourtant le sous-titre de l'œuvre.
- Paul Morand rend compte de La Jeunesse de Théophile dès sa parution, sans guère se prononcer sur le fond : "Le livre de Marcel Jouhandeau parcourt toute une gamme, depuis les sains et crus bariolages du début jusqu'aux nuances les plus faisandées. L'auteur s'y meut avec aisance, bien qu'il penche par instants vers une préciosité d'images qui, appliquées à des scènes de vie simple, produisent toujours un douloureux effet. Mais son délicieux livre, d'un mérite certain, doit être choisi, lu et agréé."[8]
- Dans l'Humanité du 4 décembre 1921, Marcel Martinet livre une critique plus informée : "On a trop peu parlé de ce livre, paru depuis plusieurs mois déjà. C'est un livre remarquable, et l'auteur est quelqu'un. Théophile est un enfant de petite bourgeoisie commerçante de province : à la fois n'importe quel enfant, et un être singulier, refermé sur lui-même et s'y cachant d'âpres extases ; cet aspect étrange s'accentue en raison du milieu clérical où il vit et où il est la proie d'une curieuse matrone érotico-mystique. La valeur et l'intérêt de l'ouvrage, qualités et défauts, viennent d'une grande harmonie entre le sujet et la manière dont il est traité : construction pour ainsi dire algébrique et analyse minutieuse du détail, correspondant à l'ardeur sèche et défiante de cette âme d'enfant ; parfois une sorte d'effusion contrainte et des ébauches de sourires pincés ; le style est pareillement surveillé, et comme dessiné et colorié avec une précision d'enlumineur"[9].
- André Thérive formule plusieurs objections relatives au style mais aussi au contour du personnage : "Marcel Jouhandeau (...) a de l'esprit et le souci de la singularité, sans parler de son observance scrupuleuse de cette mode qui exige une sobriété précieuse et elliptique, des juxtapositions de phrases menues, à la syntaxe pauvre. La Jeunesse de Théophile serait peut-être un livre agréable si précisément cette mode n'y régnait avec despotisme, servie par une affectation qu'il est permis de trouver juvénile." Quant à la figure de Théophile, André Thérive l'estime trop énigmatique, sinon fantomatique : "Cette œuvre, qui a pour sujet une vie d'enfant et de jeune homme, contient du reste mille jolis détails, sans une seule ligne générale : telle est l'effet du propos de l'auteur. Il n'y a au cours du récit qu'impressions curieuses, sensations fugitives, et tous les modes de la passivité ; mais d'âme nullement. (...) En l'espèce, il y a un petit roman véritable dans l'histoire incohérente de Théophile : ce sont ses amours de jeune clerc avec une certaine Mme Alban, quinquagénaire hydropique et mystique : or nous n'y comprenons guère davantage qu'à ses aventures de bébé, lesquelles au moins n'ont pas besoin d'être comprises. C'est que le personnage n'existe pas en tant qu'homme, ni ceux qui gravitent autour de lui. Je défie qu'on trouve dans cette histoire, à demi polissonne, le moindre sentiment naturel, le moindre conflit de passions et de scrupules (...)"[10].
- En 1937, Pierre Vacquin (1902-1958) estime que toute l'œuvre de Jouhandeau procède des premières lignes de La Jeunesse de Théophile : "S'il est vrai que les sensations premières dont s'imprègne l'esprit de l'enfant marquent profondément l'homme pour la vie entière et d'autant plus profondément que son appareil sensoriel est plus perfectionné donc plus délicat, toute l'œuvre de Marcel Jouhandeau est issue de ces quelques lignes où nous trouvons la source de ce climat particulier, qui unit La Jeunesse de Théophile à son dernier livre Le Saladier d'un lien subtil, ténu comme un fil de lune, permanent dans ses méandres et ses propres différences et qui nous permet de suivre à la trace les manifestations de son incontestable, bien qu'inquiétant, génie"[11].

## Éditions
La Jeunesse de Théophile a connu de nombreuses éditions depuis 1921 (au moins quatre cette année-là). En 1948, Gallimard ressort le titre en indiquant qu'il s'agit de la 5e édition. En 1998, il est accueilli dans la collection L'Imaginaire.